# Portsmouth

Położenie dystryktu w hrabstwie Hampshire

Portsmouth – miasto i dystrykt (unitary authority) na południowym wybrzeżu Anglii w hrabstwie ceremonialnym Hampshire. Portsmouth znajduje się w odległości 103 km na południowy zachód od Londynu oraz 31 km na wschód od miasta Southampton. W 2021 roku miasto liczyło 223 305 mieszkańców.
Portsmouth, niegdyś ważny port marynarki wojennej, jest wielką atrakcją dla miłośników historii morskiej Wielkiej Brytanii. Jednym z najciekawszych miejsc jest stara stocznia (Portsmouth Historic Dockyard), w której można obejrzeć kadłub „Mary Rose” –  słynnego flagowego okrętu Henryka VIII, oraz okręt liniowy HMS Victory – na którego pokładzie zginął admirał Horatio Nelson. Port aktualnie pełni także funkcję bazy Królewskiej Marynarki Wojennej. Kolejnym wartym uwagi miejscem jest Charles Dickens Museum – dom, w którym w 1812 r. urodził się pisarz Charles Dickens. W mieście znajduje się również Spinnaker Tower, która jest dumą architektoniczną miasta i odwiedza ją wielu turystów.
Większość miasta Portsmouth leży na wyspie Portsea, przy połączeniu cieśniny Solent z kanałem La Manche. Portsmouth jest rozwijającym się ekonomicznie miastem, ma w nim siedziby wiele międzynarodowych firm, między innymi IBM, BAE Systems i EADS Astrium.
W mieście znajduje się uniwersytet, oraz klub sportowy Portsmouth F.C. Miasto oraz klub sportowy jest potocznie nazywane przez miejscowych Pompey.
W Portsmouth działała utworzona 30 października 1835 Gromada Ludu Polskiego Grudziąż, skupiająca byłych powstańców listopadowych, którzy po upadku powstania byli więzieni w twierdzy grudziądzkiej.

## Dzielnice
- Baffins, Central Southsea, Charles Dickens, Copnor, Cosham, Drayton and Farlington, Eastney and Craneswater, Fratton, Hilsea, Milton, Nelson, Paulsgrove, Southsea (miasto), St. Jude i St. Thomas[4].

## Klimat
| Sty | Lut | Mar | Kwi | Maj  | Cze  | Lip  | Sie  | Wrz  | Paź  | Lis  | Gru  | Rok  |
| --- | --- | --- | --- | ---- | ---- | ---- | ---- | ---- | ---- | ---- | ---- | ---- |
| 9.5 | 9.0 | 8.6 | 9.8 | 11.4 | 13.5 | 15.3 | 16.8 | 17.3 | 16.2 | 14.4 | 11.8 | 12.8 |

## Miasta partnerskie
- Duisburg, Niemcy
- Caen, Francja
- Hajfa, Izrael
- Maizuru, Japonia
- Portsmouth, Stany Zjednoczone
- Sydney, Australia
- Lakewood, Stany Zjednoczone
- Portsmouth, Stany Zjednoczone
- Zhuhai, Chiny
- Zhanjiang, Chiny